# ریبا-رخا د ابره
ریبا-رخا د ابره (به اسپانیایی: Riba-roja d'Ebre) یک شهرستان در اسپانیا است که در استان تاراگونا واقع شده‌است.

## خصوصیات
ریبا-رخا د ابره ۹۹٫۱ کیلومترمربع مساحت و ۱٬۳۴۸ نفر جمعیت دارد و ۷۶ متر بالاتر از سطح دریا واقع شده‌است.